# Terra rosa

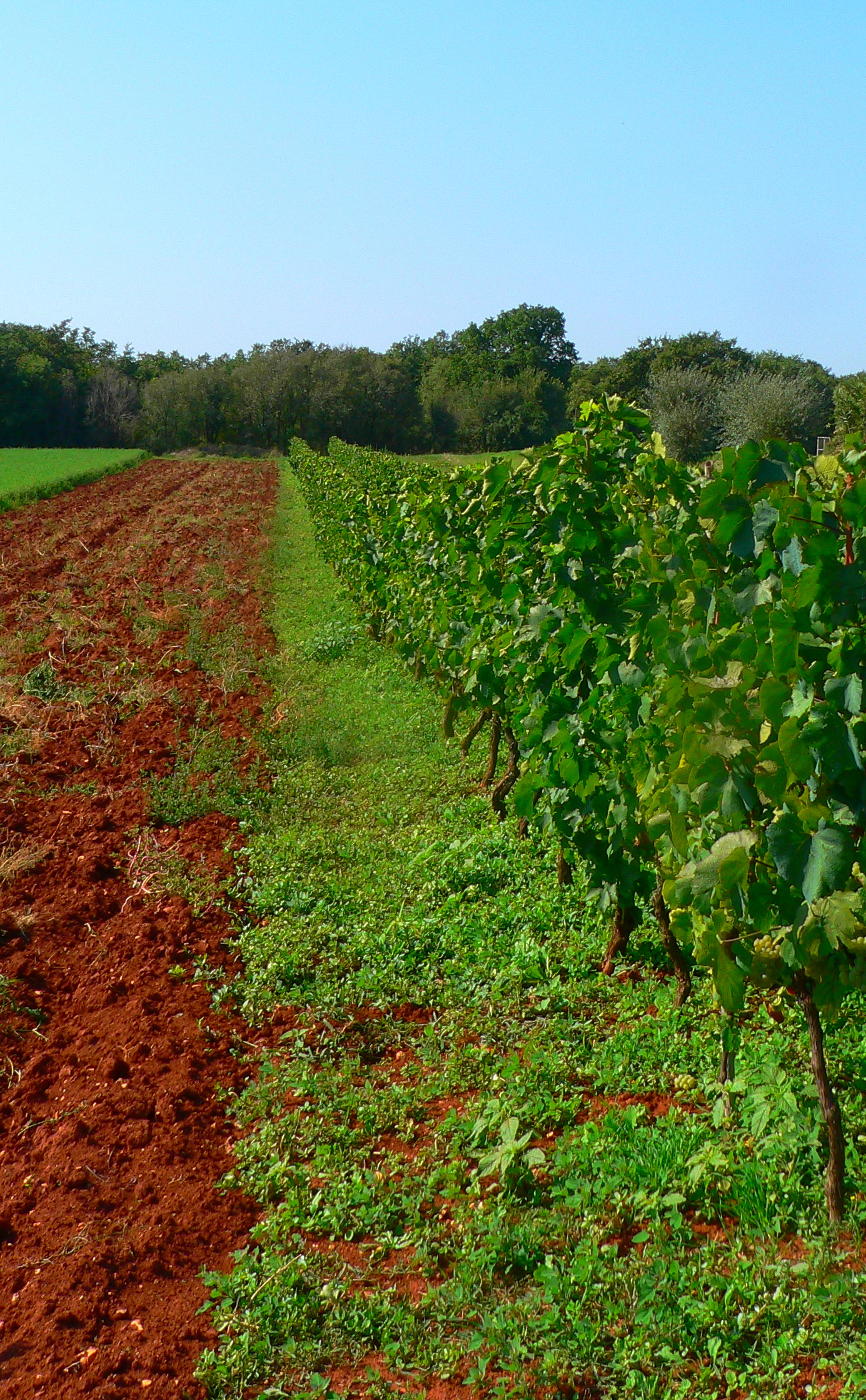
Viñedos de Malvasía en Italia.

La terra rossa o tierra roja (del italiano: terra rossa) es un tipo de suelo arcilloso de color rojizo producido por la meteorización de las margas y el lavado o lixiviación del carbonato cálcico que contiene este tipo de roca. Las margas son rocas que contienen una mezcla en distintas proporciones de arcilla y caliza. La arcilla es de color rojo por los óxidos que contiene.[cita requerida]
La terra rossa se encuentra típicamente en regiones de clima mediterráneo.
En comparación con la mayoría de los suelos arcillosos, la terra rossa tiene características de drenaje sorprendentemente buenas. Esto hace que sea un tipo de suelo popular para la producción de uva y vino (). Entre otras regiones vitivinícolas, la terra rossa se encuentra en La Mancha y zonas de secano del Levante en España, en Italia especialmente en la península itálica, en el sur de Francia, en California, en zonas del interior de Australia y en muchas otras áreas en el mundo.

### Clasificación taxonómica de los suelos deterra rossa
La terra rossa es un suelo pesado y rico en arcilla (arcilloso limoso a arcilloso), de color rojo intenso, a menudo desarrollado sobre materiales calcáreos. «Terra rossa» es una forma coloquial de referirse a suelos clasificados dentro de los Rhodustalfs (pero también otros subórdenes incluidos en alfisoles, inceptisoles, mollisoles y ultisoles de la taxonomía de suelos del USDA) o a los luvisoles crómicos (pero también otros tipos de suelo dentro de cambisoles, luvisoles y phaeozems en la clasificación WRB) o suelos rojos fersialíticos modales (clasificación francesa).

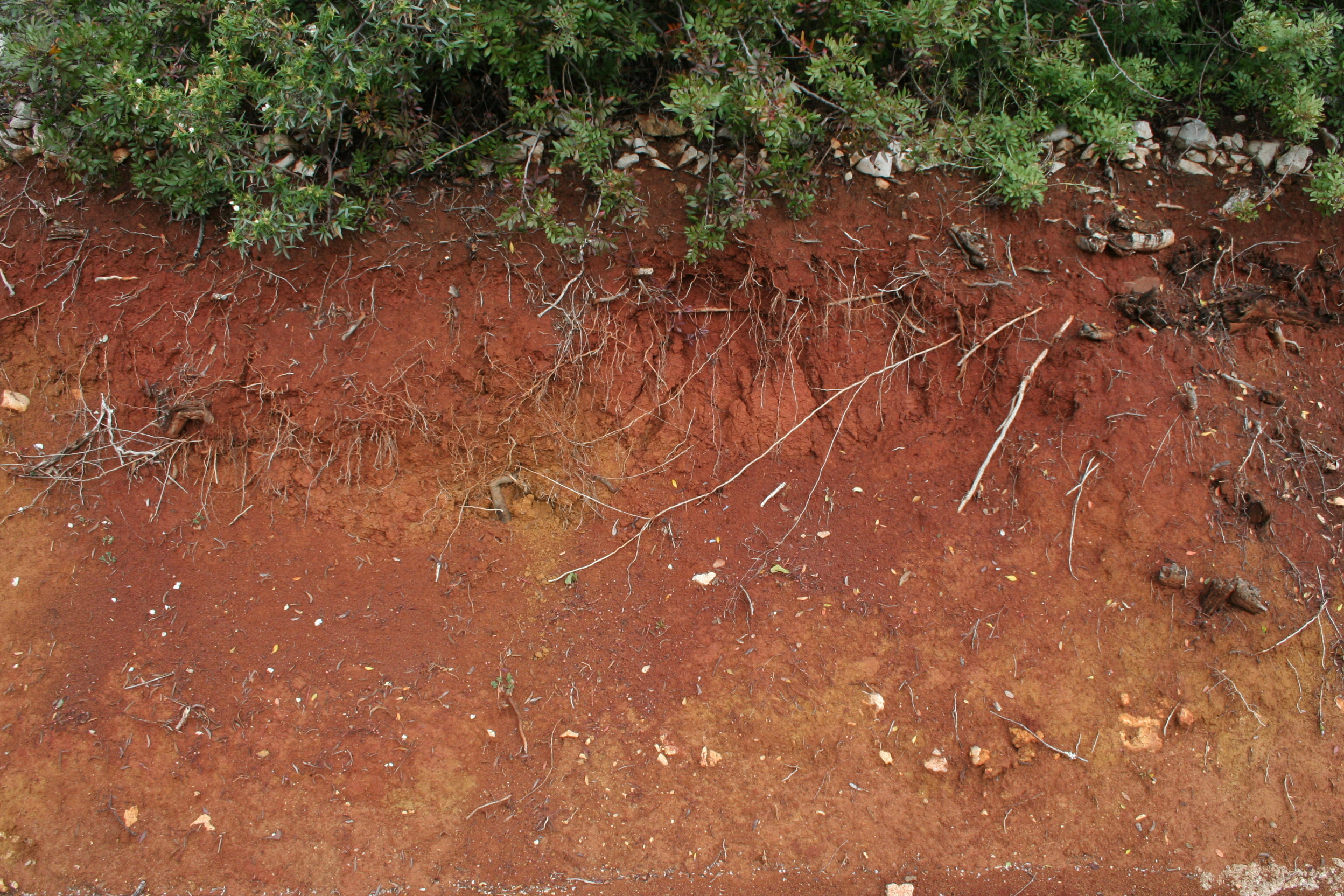
Perfil de suelo de terra rossa cerca de São Brás de Alportel (sur de Portugal)

Desde el punto de vista de estas clasificaciones taxonómicas, se trata de suelos con un perfil bien desarrollado, con una alta proporción de arcillas. El agua de lluvia solubiliza los carbonatos y los desplaza en profundidad. Cuando los carbonatos han desaparecido de los horizontes superiores, la arcilla puede movilizarse, de forma que la lluvia desplaza ahora a la arcilla a través de los poros y grietas del suelo hacia abajo. De ese modo, poco a poco, se va concentrando en un horizonte a cierta profundidad que, como consecuencia, se va haciendo cada vez más impermeable. Cuando este horizonte es muy impermeable, puede ser incluso resistente al paso de las raíces, por lo que el espacio que las plantas pueden usar para buscar nutrientes puede verse limitado.